# Laurent Schwartz
Laurent Schwartz (ur. 5 marca 1915 w Paryżu, zm. 4 lipca 2002 tamże) – francuski matematyk pochodzenia żydowskiego.

## Życiorys
Od roku 1953 profesor Sorbony, od 1963 w Ecole Polytechnique w Paryżu, gdzie wykładał do roku 1980. W roku 1975 został członkiem francuskiej Akademii Nauk.
Od 1991 członek PAN. Zajmował się głównie teorią dystrybucji, analizą funkcjonalną, topologią i fizyką matematyczną. Autor dwutomowego Kursu analizy matematycznej. W roku 1950 otrzymał medal Fieldsa.